# Parosphromenus pahuensis
Пагуанський паросфромен (Parosphromenus pahuensis) — тропічний прісноводний вид риб з родини осфронемових (Osphronemidae), підродина макроподові (Macropodusinae).
Назву отримав за своєю типовою місцевістю Муарапагу (індонез. Muarapahu).

## Опис
Максимальна загальна довжина 4,0 см. Хвостовий плавець округлий. У спинному плавці 12-14 твердих і 5-7 м'яких променів (всього 19-20), в анальному 13-14 твердих і 6-9 м'яких (всього 20-22). Хребців 27-28.
Тіло бежево-коричневе з двома темно-коричневими поздовжніми смугами. Посередині нижньої з них може бути до трьох (часто дві) чорних плям. Непарні плавці червонувато-коричневі, зі сріблясто-білими цятками. Спинний плавець біля основи чорнуватий, а зовні облямований рядом світлих цяток. Анальний плавець біля основи майже безбарвний з чорнуватою цяткою в районі м'яких променів. Хвостовий плавець вкритий нечіткими вертикальними рядами темних цяток. Черевні плавці мають блакитне забарвлення.
Самки майже не відрізняються від самців, вони також мають плямисті непарні плавці. Самців відрізняє лише тонка білувата облямівка непарних плавців. Крім того, загалом забарвлення плавців у самців більш чітке та барвисте, а спинний плавець більш загострений на кінці. Ці ознаки можна розрізнити вже в молодих риб.
Завдяки особливостям будови та забарвлення як самців, так і самок, ризик сплутати Parosphromenus pahuensis з іншими видами паросфроменів низький. Схожий на нього цяткованими плавцями P. linkei, але, на відміну від нього, пагуанський паросфромен має круглий хвостовий плавець без нитки, а зони з червоних крапок у нього відсутні.

## Поширення
Parosphromenus pahuensis відомий лише з басейну річки Магакам (індонез. Sungai Mahakam), в межах індонезійської провінції Східний Калімантан. Орієнтовна територія його поширення становить 610 км².
Зустрічається в невеличких «чорноводних» струмках, пов'язаних з торфовими болотними лісами. Середовище існування виду поблизу Мелака (індонез. Melak) мало такі показники: pH близько 5,0, низька залишкова твердість (3°), температура близько 27 °C.
Хоча Східний Калімантан є менш розвиненим регіоном острова Калімантан, ніж Центральний або Західний Калімантан, тут також існують загрози для первинних лісів через меліорацію та відведення земель під сільськогосподарське використання. Зважаючи на таку ситуацію, пагуанський паросфромен через його обмежене поширення та загрозу втрати середовищ існування зараховується до числа видів, що перебувають під загрозою вимирання. Поточні тенденції чисельності популяції виду невідомі.

## Утримання в акваріумі
Через своє поширення у віддаленому регіоні пагуанський паросфромен був виявлений відносно пізно. Його знайшли лише 1996 року, згодом у невеликій кількості він потрапив до акваріумів. Тоді цих риб називали P. spec. Jantur Germeruh або «Honeymonn Licorice Gouramis» (паросфромен «медовий місяць»). Німець Г. Копіч (нім. G. Kopic) зміг їх розвести, але незабаром ця акваріумна популяція зникла. Лише в 2007 році японська «Team Borneo» (H. Kishi et al.) під час експедиції в Східний Калімантан знову відкрила пагуанського паросфромена для акваріумістів. Декілька риб у приватний спосіб потрапили з Японії до Європи. 2009 року інший німець Г. Лінке (нім. H. Linke) розвів та поширив їх.
Деякі імпортери іноді пропонують пагуанского паросфромена на продаж, але трапляється це надзвичайно рідко.
Досвіду утримання P. pahuensis в неволі замало. Загалом умови його утримання та розведення не відрізняються від решти паросфроменів, але вид вважається більш вибагливим. Особливу увагу звертають на показники води. Вид не рекомендується як перший для тих, хто вирішив займатися паросфроменами. Цих риб складно розводити. Як і інші представники роду, P. pahuensis нереститься в печерах, самці будують на їхніх стелях гнізда з піни.